# Bob Bondurant
Robert Lewis Bondurant, detto Bob (Evanston, 27 aprile 1933 – Paradise Valley, 12 novembre 2021) è stato un pilota automobilistico statunitense.

## Carriera
Bob Bondurant ha corso in molte squadre, tra cui le più grandi: Ferrari, McLaren, Lotus, ottenendo un quarto posto come suo miglior risultato nella sua carriera da pilota di Formula 1.
Nella stagione 1966 ottenne il miglior risultato, un 4º posto al GP di Montecarlo, raccogliendo 3 punti iridati che gli permisero di piazzarsi al 14º posto nella classifica generale.
Ottenne, inoltre, due primi posti; nel 1964 dominando la classe GT 5.0 alla 24 Ore di Le Mans su Shelby Daytona e nel 1966 vincendo la 32ª edizione della 500 Miglia di Brands Hatch a bordo di una Shelby Cobra 427.
Oltre alla carriera non brillantissima in Formula 1, Bob Bondurant è molto famoso negli Stati Uniti per aver fondato nel 1968 a Orange County (in California) la Bob Bondurant School of High Performance Driving; una scuola per aspiranti piloti, dove ha insegnato anche Reeves Callaway.
La scuola ora ha sede a Phoenix in Arizona ed ha instaurato un contratto con la General Motors per la fornitura dei veicoli utilizzati dalla scuola di guida come Chevrolet Corvette, Cadillac CTS, Pontiac GTO, e la Pontiac Grand Prix GXP. Anche diversi attori sono stati allievi della scuola per prepararsi a pellicole con molti inseguimenti o ambientati nell'ambiente delle corse: tra di essi Paul Newman, Robert Wagner, Clint Eastwood, Tom Cruise, James Garner, Nicolas Cage e Christian Bale.